# Borsodgeszt
Borsodgeszt község Borsod-Abaúj-Zemplén vármegye Mezőkövesdi járásában.

## Fekvése
Mezőkövesd és Miskolc között fekszik, a Bükk-vidék déli részén, a megyeszékhely Miskolctól mintegy 20 kilométerre délre. A környező települések közül Sály és Vatta 6-6, Bükkábrány 10 kilométerre fekszik, a legközelebbi város, Emőd 12 kilométerre található.

### Megközelítése
Zsáktelepülés, közúton csak egy útvonalon érhető el, a Miskolc-Vatta közt húzódó 2515-ös út vattai szakaszán kiágazó 25 116-os számú mellékúton.

## Története
A terület az őskor óta lakott, a honfoglaló magyarság is korán megtelepedett itt. Először 1292-ben említik. A lakosság évszázadokon át szőlőtermesztéssel foglalkozott, ma ennek nincs gazdasági jelentősége. 1973-ban közös tanács irányította Sály községgel, de 1990 után ismét szétváltak.

## Közélete

### Polgármesterei
- 1990–1994: Vályi Gábor (független)[4]
- 1994–1998: Vályi Gábor (független)[5]
- 1998–2002: Vályi Gábor (független)[6]
- 2002–2006: Vályi Gábor (független)[7]
- 2006–2010: Tóth Lajos Zoltán (Kossuth utca; független)[8]
- 2010–2014: Boncsér Zoltán (független)[9]
- 2014–2019: Tóth Lajos Zoltán (független)[10]
- 2019–2024: Tóth Lajos Zoltán (Fidesz-KDNP)[11]
- 2024– : Tóth Lajos Zoltán (Fidesz-KDNP)[1]

A településen 2006. október 1-jén megtartott önkormányzati választáson két közel egyforma nevű polgármesterjelölt indult (illetve mindketten elindultak az egyéni listás képviselő-testületi választáson is), ez volt az oka annak, hogy a választáson végső soron polgármesterré megválasztott jelöltet a választási dokumentumokban a lakcímének feltüntetésével különítették el a névrokonától.

## Népesség
A település népességének változása:
| Lakosok száma | 248  | 253  | 259  | 247  | 274  | 276  | 272  |
|               | 2013 | 2014 | 2015 | 2021 | 2022 | 2023 | 2024 |

A 2001-es népszámlálás adatai szerint a településnek csak magyar lakossága volt.
A 2011-es népszámlálás során a lakosok 98,8%-a magyarnak mondta magát (0,8% nem nyilatkozott). A vallási megoszlás a következő volt: református 73,8%, római katolikus 14,7%, görögkatolikus 1,6%, felekezeten kívüli 3,2% (5,6% nem válaszolt).
2022-ben a lakosság 89,1%-a vallotta magát magyarnak, 0,4% románnak, 3,3% egyéb, nem hazai nemzetiségűnek (10,9% nem nyilatkozott; a kettős identitások miatt a végösszeg nagyobb lehet 100%-nál). Vallásuk szerint 52,6% volt református, 9,9% római katolikus, 0,4% görög katolikus, 0,7% evangélikus, 5,5% felekezeten kívüli (30,3% nem válaszolt).